# 龔情
龔情（1514年—？），字善甫，號方川，直隸松江府上海縣人，民籍，明朝政治人物。

## 生平
嘉靖十九年（1540年）庚子科應天府鄉試第四十七名舉人。嘉靖三十二年（1553年）中式癸丑科會試第八十二名，三甲第二百八十名進士。吏部观政，授行人，选授礼科给事中，三十八年巡视太仓银库。三十九年五月往河南调查伊王朱典楧增修府第诸不法事，九月升刑科右，四十年六月升本科左。以伊王府事忤旨，贬德清县丞，升南昌府推官，历南京工部主事、郎中，罢归。著有《撮殘稿》。从弟龚恺，字次元，號全山，嘉靖二十六年进士。

## 家族
曾祖龔暉；祖父龔頫；父龔祐，母葉氏。兄龚恒、龚博、龚恪、弟龔愷（御史）。